# Oenopota uschakovi
Oenopota uschakovi é uma espécie de gastrópode do gênero Oenopota, pertencente a família Mangeliidae.